# تشينو (زرين غل)
تشینو (بالفارسية: چینو) هي قرية تقع في إيران في قسم زرین غل الریفي. يقدر عدد سكانها بـ 98 نسمة بحسب إحصاء 2016.